# Hartmut Neugebauer
Hartmut Neugebauer (Poznań, 2 settembre 1942 – Monaco di Baviera, 22 giugno 2017) è stato un doppiatore, attore e conduttore radiofonico tedesco,era padre della doppiatrice Veronika Neugebauer e della cantante Miryam Neugebauer.

## Filmografia

### Cinema
- La Pantera Rosa sfida l'ispettore Clouseau  (The Pink Panther Strikes Again), regia di Blake Edwards (1974)
- Charlys Nichten, regia di Walter Boos (1974)
- Macho Man, regia di Alexander Titus Benda (1985)
- Arcobaleno selvaggio (Geheimcode Wildgänse), regia di Antonio Margheriti (1985)
- Langer Samstag, regia di Hanns Christian Müller (1992)

### Televisione
- Der Kommisar – serie TV (1970)
- Fast wia im richtigen Leben – serie TV (1983)
- L'ispettore Derrick (Derrick) – serie TV (1989)

## Doppiaggio

### Film
- Robbie Coltrane in Le avventure di Huckleberry Finn, Harry Potter[1]
- Jonny Coyne in Lara Croft: Tomb Raider - La culla della vita
- Charles Winninger in Partita d'azzardo
- Peter Koch e Terry Alexander in Ipotesi di complotto
- John Goodman in Da che pianeta vieni?, Le ragazze del Coyote Ugly, I love Shopping, La papessa, Di nuovo in gioco, Candidato a sorpresa, 10 Cloverfield Lane, Boston - Caccia all'uomo, Atomica bionda, Transformers - L'ultimo cavaliere[2]
- Leslie Nielsen in Scary Movie 4
- Jeroen Krabbé in Transporter 3
- Steve Schirripa in Hereafter
- Barry Humphries in Lo Hobbit - Un viaggio inaspettato

### Serie televisive
- M. Emmet Walsh in Quell'uragano di papà
- Ron Donachie in Il Trono di Spade

### Serie televisive d'animazione
- Bonkers in Bonkers - Gatto combinaguai
- Satana in South Park
- Dr. Hartmann in I Griffin[3]
- Gol D. Roger in One Piece
- Dottor Eggman in Sonic X

### Film d'animazione
- Scuttle in La sirenetta , La sirenetta II - Ritorno agli abissi
- Mr. Potato in Toy Story - Il mondo dei giocattoli, Toy Story 2 - Woody e Buzz alla riscossa, Toy Story 3 - La grande fuga
- Minatore in Gli Incredibili - Una "normale" famiglia di supereroi
- Mack in Cars - Motori ruggenti, Cars 2, Cars 3
- Bickerstaff in Red e Toby 2 - Nemiciamici
- Mustafa in Ratatouille

### Videogiochi
- Dr. Eggman in Sonic Generations, Sonic Lost World, Mario & Sonic ai Giochi olimpici invernali di Sochi 2014, Sonic Boom: L'ascesa di Lyric, Mario & Sonic ai Giochi olimpici di Rio 2016, LEGO Dimensions, Sonic Boom: Fuoco e ghiaccio, Sonic Forces, Mario & Sonic ai Giochi olimpici di Tokyo 2020